# Гюммело
Гюммело (нід. Hummelo) — село в нідерландській провінції Гелдерланд. Входить до муніципалітету Бронкгорст.
До 1818 року мало статус окремого муніципалітету.
Село відоме як місце заснування рок-гурту Normaal.

## Галерея

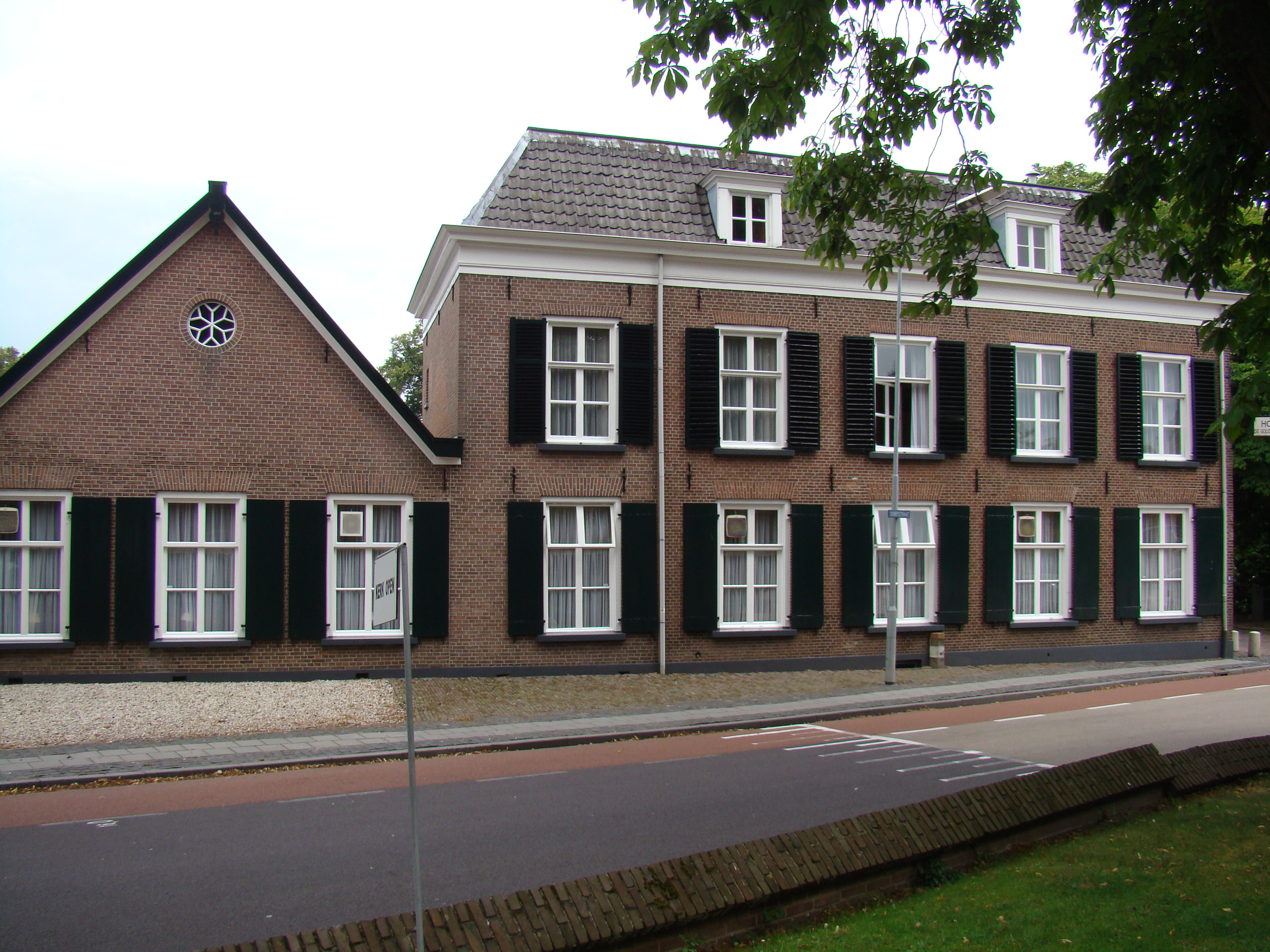
Сільський будинок
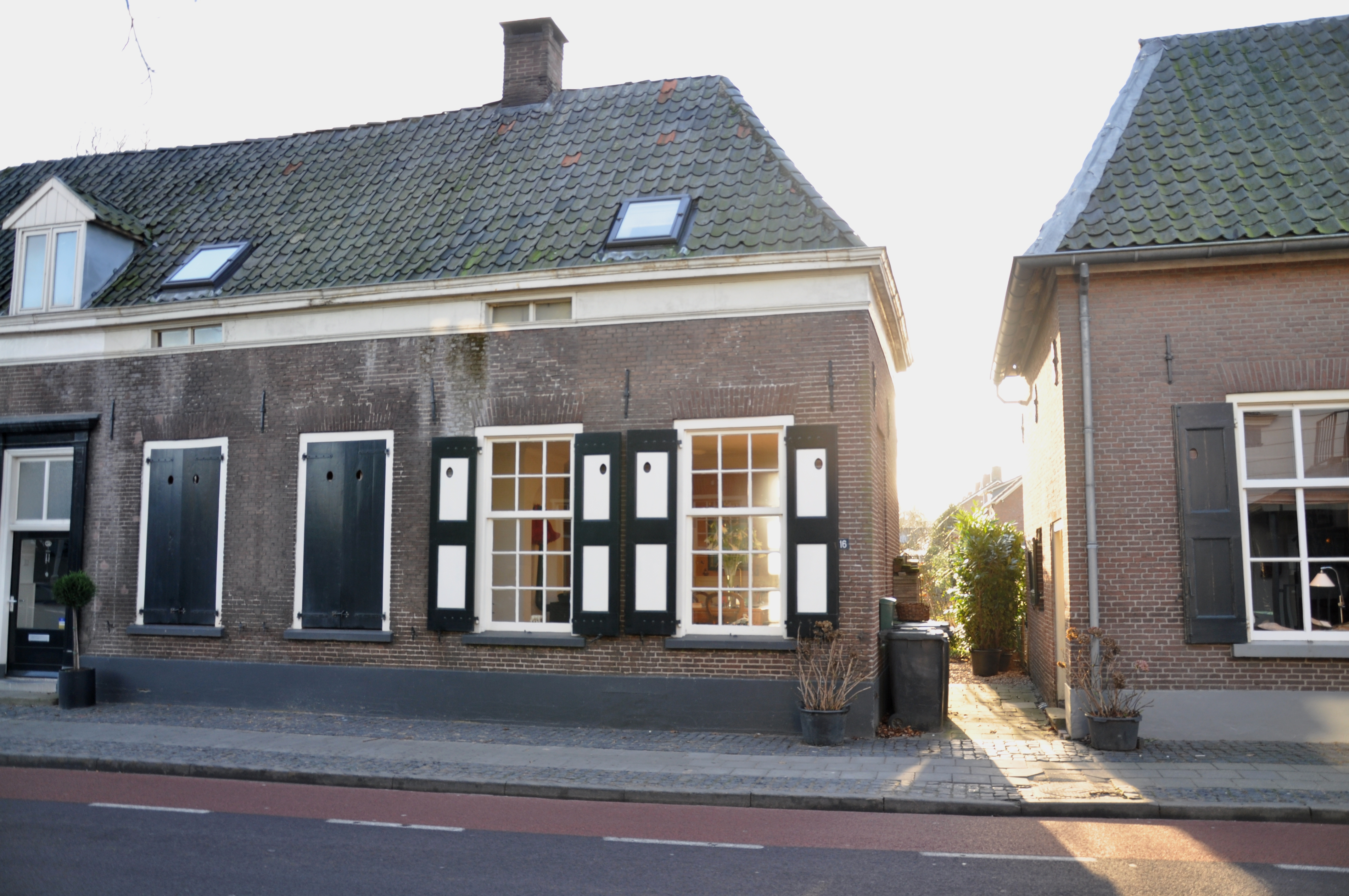
Сільський будинок
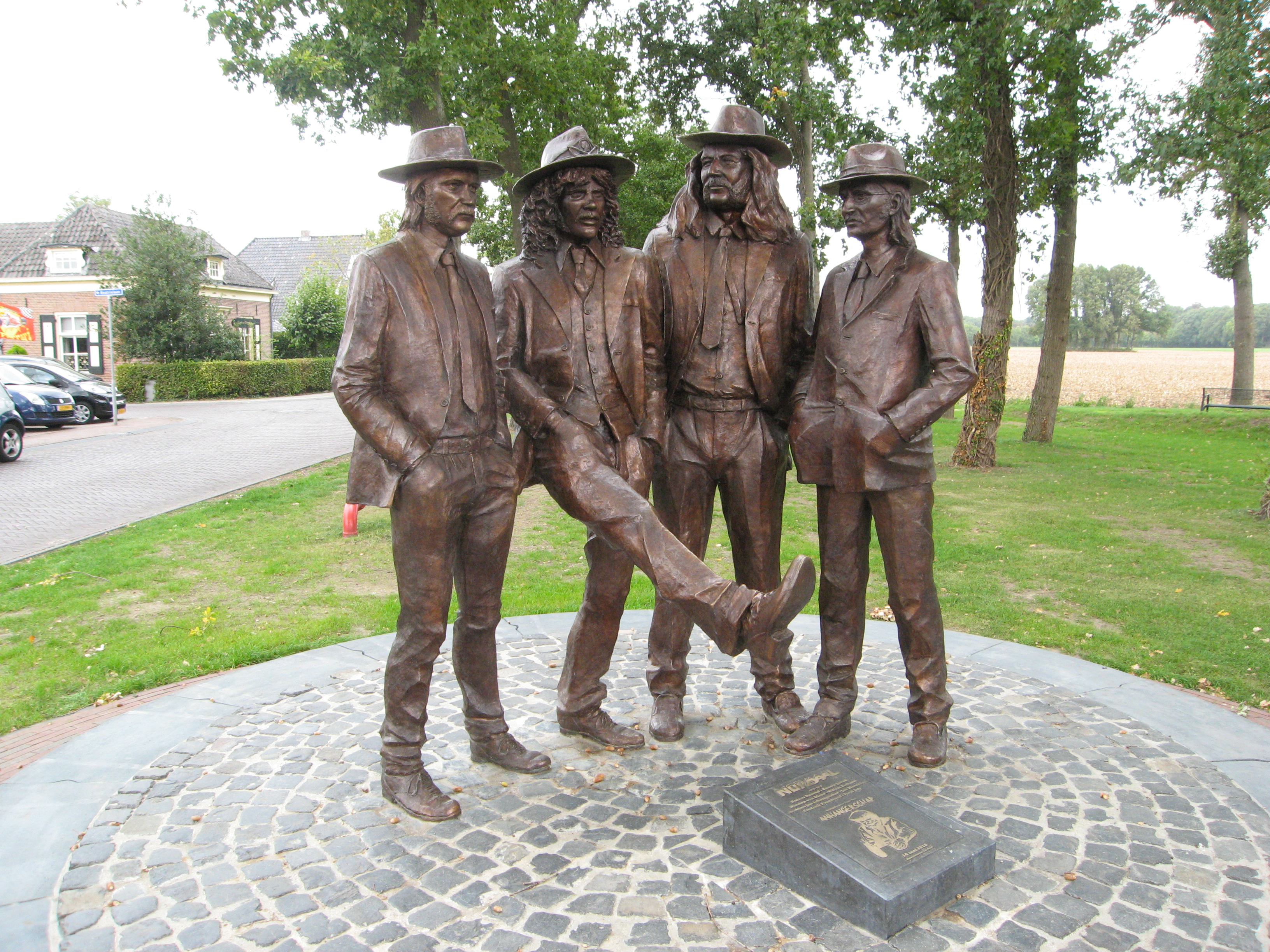
Монумент рок-гурту Normaal
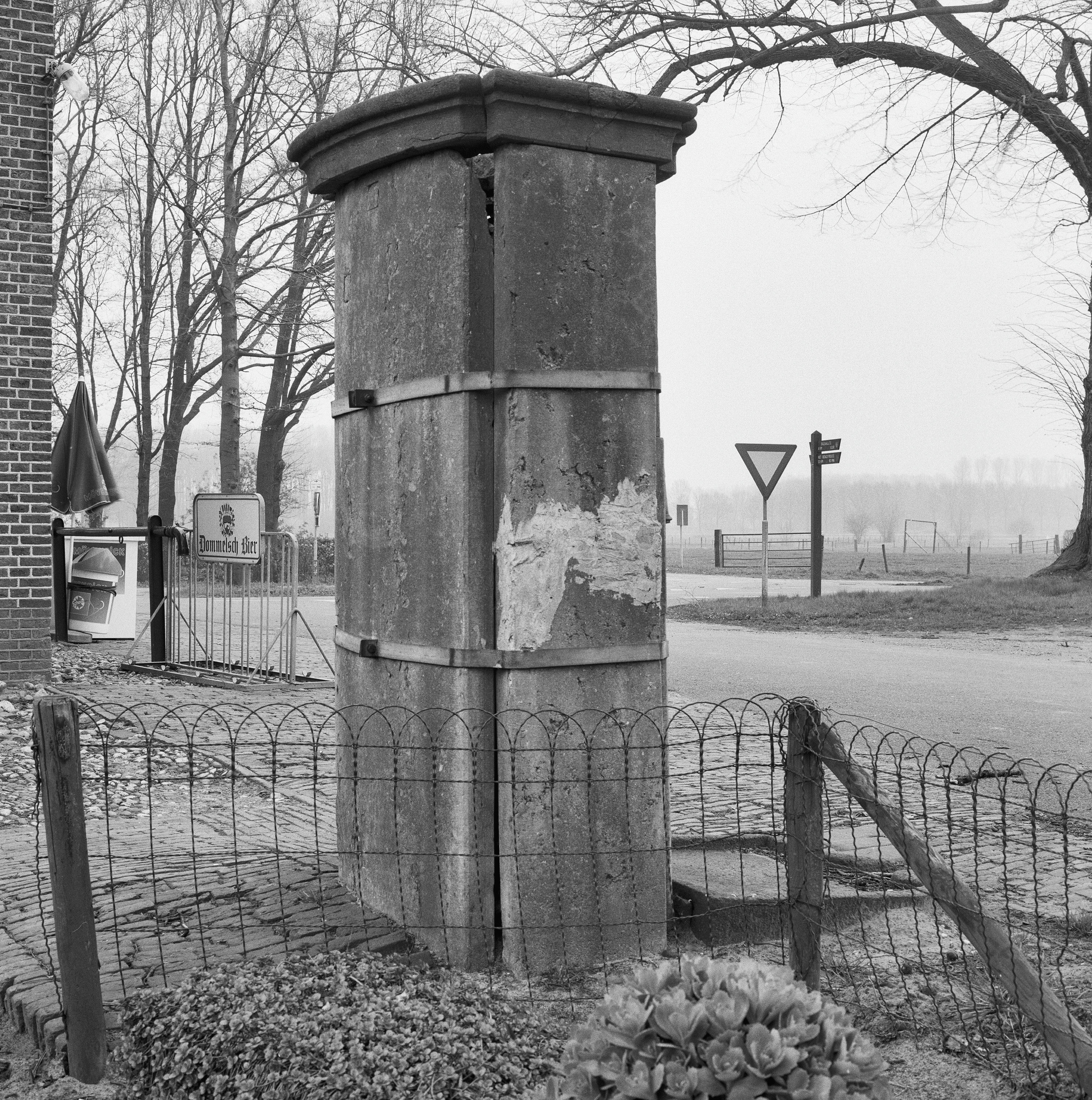
Водяний насос